# 石葆元
石葆元（?—?），字镜心，宿松人。清朝官員。

## 生平
嘉慶十年（1805年）二甲第三名进士，選庶吉士，官至翰林院编修，嘉庆十五年出任贵州乡试正考官。道光年間應宿松知县邬正阶之聘修纂道光《宿松县志》28卷。著有《清贻馆遗稿》。有子石广均。